# Keramoútsi
Keramoútsi (en grec moderne : Κεραμούτσι), anciennement appelé Keramoútsion (katharévousa : Κεραμούτσιον), est un village du dème de Malevízi, de l'ancienne municipalité de Tylissos, dans le district régional de Héraklion en Crète, en Grèce. Selon le recensement de 2001, la population de  Keramoútsi compte 340 habitants. Le village est situé à une altitude de 620 m et à une distance de 15,4 km de la route de Krousónas et à 3,5 km au sud de Tylissos.
En 1583, il est mentionné par Castrofilaca sous le nom de Chieramuzzi avec 192 habitants. Au nord-est du village, à 300 km, sur la colline de Kasteli, sont préservées les ruines de Castel Malvizin, d'où tout le dème de Malevízi prend son nom. Pendant l'occupation turque, c'était le seul village de la région habité par une majorité de Turco-Crétois. Depuis l'échange de populations entre la Grèce et la Turquie, de nombreux villageois sont originaires ou descendent de réfugiés d'Asie Mineure.
Iraklís Kokkinídis (el) (1842-1868), chef de Malevízi, est né dans la colonie de l'époque. Il a participé à de nombreuses batailles et a été tué en 1868 à la bataille de la rivière Gazan, près de Servili. Un monument (buste) est érigé à sa mémoire, situé dorénavant dans le village.

## Source de la traduction
- (el) Cet article est partiellement ou en totalité issu de l’article de Wikipédia en grec moderne intitulé « Κεραμούτσι Ηρακλείου » (voir la liste des auteurs).